# Contea di Lee (Texas)
La contea di Lee in inglese Lee County è una contea dello Stato del Texas, negli Stati Uniti. La popolazione al censimento del 2010 era di 16 612 abitanti. Il capoluogo di contea è Giddings. Il nome della contea deriva da Robert Edward Lee (1807–1870), comandante generale delle forze confederate durante la guerra civile.

## Geografia fisica
| Anno | Popolazione | ±%     |
| ---- | ----------- | ------ |
| 1880 | 8,937       |        |
| 1890 | 11,952      | 33.7%  |
| 1900 | 14,595      | 22.1%  |
| 1910 | 13,132      | −10.0% |
| 1920 | 14,014      | 6.7%   |
| 1930 | 13,390      | −4.5%  |
| 1940 | 12,751      | −4.8%  |
| 1950 | 10,144      | −20.4% |
| 1960 | 8,949       | −11.8% |
| 1970 | 8,048       | −10.1% |
| 1980 | 10,952      | 36.1%  |
| 1990 | 12,854      | 17.4%  |
| 2000 | 15,657      | 21.8%  |
| 2010 | 16,612      | 6.1%   |

Secondo l'Ufficio del censimento degli Stati Uniti d'America la contea ha un'area totale di 634 miglia quadrate (1640 km²), di cui 629 miglia quadrate (1630 km²) sono terra, mentre 5,1 miglia quadrate (13 km², corrispondenti allo 0,8% del territorio) sono costituiti dall'acqua.

### Strade principali
- U.S. Highway 77
- U.S. Highway 290
- State Highway 21

### Contee adiacenti
- Milam County (nord)
- Burleson County (nord-est)
- Washington County (est)
- Fayette County (sud-est)
- Bastrop County (sud-ovest)
- Williamson County (nord-ovest)

## Amministrazione
La Texas Youth Commission gestisce la Giddings State School nella comunità non incorporata di Lee County, vicino a Giddings. Dal 2004 questa struttura è la principale datrice di lavoro dell'intera contea.